# Trachurus indicus
Trachurus indicus es una especie de peces de la familia Carangidae en el orden de los Perciformes.

## Morfología
• Los machos pueden llegar alcanzar los 35 cm de longitud total.

## Distribución geográfica
Se encuentra desde el Pakistán y el Golfo Pérsico hasta el Golfo de Suez y Somalia.